# Таргани
Таргани (Blattoptera, Blattaria, Blattodea) —клас комах, ряд Таргани. Є одним із найбільш давніх рядів комах , що поєднує близько 3500 видів.
Вагомий внесок у вивчення цього ряду комах зробив  Г.Я. Бей-Бієнко.

## Етимологія назви
Вважається, що слово тарган походить від тюркських мов (чув. taraqan «втікач», в основі яких тюркське täz «втікати»). Г. Якобсон же виводить із зневажливого використання тюркського tarkan «сановник».
За твердженням дослідників, тарган сприймається як інородець-окупант, який захопив чужу територію.
В Україні зафіксовані різні назви таргана, зокрема прус, шваб, москаль, у яких якраз простежується мотив чужинця. У Німеччині та Чехії тарганів називають росіянами (нім. Russen, чеськ. Rus або Rus domácí). А сербською прусак відомий як бубарус (жук-росіянин). Ці народи стверджують, що надокучливу комаху завезли якраз із Росії. Водночас чорні таргани у них відомі як шваби (нім. Schwaben, Schabe, чеськ. Švábi, серб. бубашваба).

## Морфологія
Довжина від 4 до 95 мм. Голова частково прихована під переднеспинкою. Вусики довгі, щетинкоподібні, багаточленикові. Ротовий апарат гризучого типу. Крила перетинчасті, надкрила щільніші, з жилкуванням. У деяких видів крила і надкрила відсутні. Ноги бігальні. У самців на черевці часто є пахучі залози. Перетворення неповне.

## Різноманіття
Налічується близько 3500 — 4000 видів тарганів. Вони проживають переважно у тропіках та субтропіках. Таргани переважно нічні, з прихованим способом життя комахи. Живуть у лісовій підстилці, під каменями, у тріщинах ґрунту. Яйця відкладають у особливих капсулах — оотеках. Розвиваються від 3 місяців до 4 років. Деякі синантропні види розповсюджені людиною по всьому світі (Прусак Blattela germanica).
Можуть пошкоджувати харчові запаси, рослини тощо. Деякі — переносники збудників низки захворювань та яєць гельмінтів. А деякі — популярні декоративні тварини (кубинські таргани роду Blaberus або мадагаскарські Gromphadornia)

## Еволюційна історія і відносини
Богомоли, Терміти і Таргани, як правило, об'єднані ентомологами у вищу групу під назвою Dictyoptera. Поточні дані наводять на думку, що терміти еволюціонували безпосередньо від справжніх тарганів і багато авторів тепер розглядають термітів, як підряд тарганів. Ранні тарганоподібні скам'янілості знайдені в кам'яновугільному періоді 354—295 млн років тому. Втім, ці скам'янілості відрізняються від сучасних тарганів і є предками богомолів та сучасних тарганів. Перші скам'янілості сучасних тарганів з'явилися на початку крейдяного періоду.

## Таргани в Україні
В Україні зустрічаються 10 видів, зокрема тарган-прусак (Blattella germanica L.), тарган чорний (Blatta orientalis L.) і тарган лапландський (Ectobius lapponicus L.).